# Grenze zwischen Äthiopien und dem Sudan

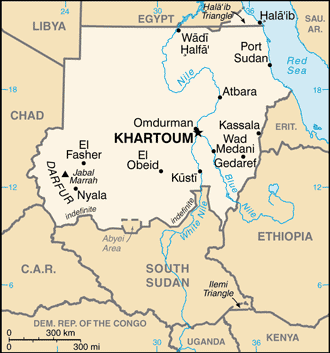
Kärtchen des Sudan, die Grenze zu Äthiopien rechts

Die Grenze zwischen Äthiopien und dem Sudan trennt als internationale Landgrenze diese beiden Staaten. Die Länge der Grenze wird mit 723 oder 744 km angegeben. Die Grenze verläuft vom Dreiländereck mit Eritrea zum Dreiländereck mit dem Südsudan.

## Geschichte
In den 1880er Jahren gliederte der spätere äthiopische Kaiser Menelik II. (seit 1889) die östlichen Grenzgebiete des heutigen Äthiopien in das Königreich Shewa ein. In den 1890er Jahren eroberte das Vereinigte Königreich den Sudan und organisierte ihn 1899 als Anglo-Ägyptischen Sudan. Die Grenze Äthiopiens zum Sudan wurde in Grenzverträgen aus den Jahren 1902 und 1907 festgelegt. Äthiopien war von 1936 bis 1941 von Italien besetzt und bildete ab 1951 eine Union mit Eritrea, das es 1961 eingliederte, aber nach einem über mehr als 30 Jahre währenden Befreiungskrieg 1993 verlor. Der Sudan wurde 1956 unabhängig. Von ihm spaltete sich 2011 der Südsudan ab. Dadurch veränderte sich jeweils die Grenzlänge; durch die Unabhängigkeit Eritreas wurde die Grenze zur reinen Landgrenze. Grenzstreitigkeiten entstanden erneut in den 1950er Jahren, die durch einen Notenaustausch 1972 nur teilweise beigelegt werden konnten. Am 15. Dezember 2020 kam es zu einem ernsthaften Grenzzwischenfall bei al-Fashaga am Atbara-Fluss südlich des Dreiländerecks mit Eritrea; der Gebietskonflikt um das Fashaga-Dreieck dauerte bis in den Dezember 2022 an.

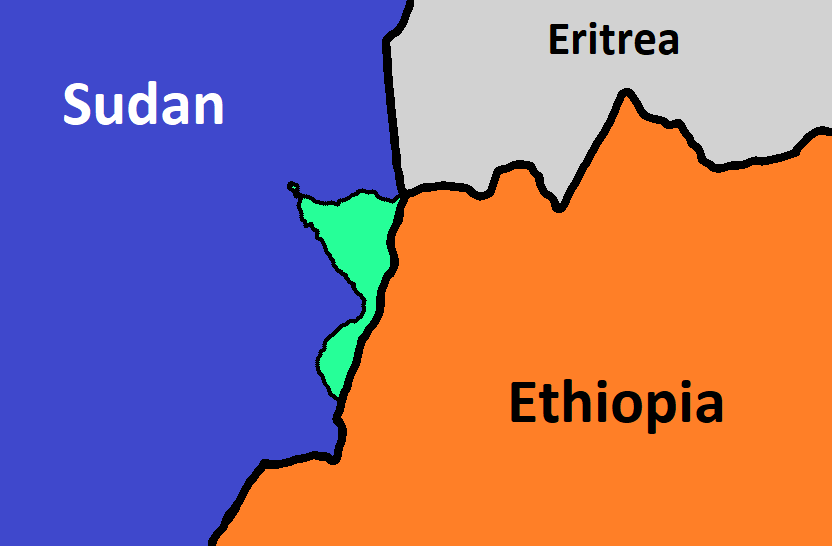
Das al-Fashaga-Dreieck

## Grenzverlauf
Der von den territorialen Veränderungen (Unabhängigkeit des Südsudan und Eritreas) nicht betroffene Teil der Grenze verläuft vom Dreiländereck mit Eritrea westlich von Humera im äthiopischen Tigray im Fluss Tekeze (14°15′34.99″N 36°33′40″O) über des umstrittene Gebiet am fruchtbaren Fashaga-Dreieck östlich des Atbara-Flusses (den Äthiopien als Grenze beansprucht) nach Südsüdwesten westlich am äthiopischen Metemma und östlich am gegenüber liegenden sudanesischen Gallabat (mit internationalem Grenzübergang) vorbei, biegt weiter südlich nach Westen ab und führt am Dinder-Nationalpark im Sudan entlang in südwestlicher Richtung weiter, führt nach Süden zum Blauen Nil, kreuzt diesen und führt nach Süden weiter über den Jebel Mongasho zum sudanesischen Gizen. Dort knickt die Grenze zunächst nach Nordwesten und dann nach Südwesten zum sudanesischen Kurmuk (10°33′0″N, 34°17′0″O) ab und führt von dort in generell südlicher Richtung zum Dreiländereck mit dem Südsudan (9°30'0"N, 34°6'36"O).

## Orte in Grenznähe

### Äthiopien
- Humera
- Metemma

### Sudan
- Gallabat
- Kurmuk